# Lepidosaphes kuwacola
Lepidosaphes kuwacola är en insektsart som beskrevs av Kuwana 1925. Lepidosaphes kuwacola ingår i släktet Lepidosaphes och familjen pansarsköldlöss. Inga underarter finns listade i Catalogue of Life.